# Una splendida canaglia
Una splendida canaglia (A Fine Madness) è un film statunitense del 1966 diretto da Irvin Kershner.

## Trama
Avventure di un poeta assai bizzarro.

## Critica
«Screwball comedy di una volta con ritmi e stile da Nouvelle vague... curiosità d'epoca» ** 